# Aziz (nom)
Aziz és un nom masculí àrab (àrab: عزيز, ʿAzīz) que literalment significa ‘poderós', ‘fort’, ‘estimat’, ‘respectat’, ‘noble’, ‘honrat’. Si bé Aziz és la transcripció normativa en català del nom en àrab clàssic, també se'l pot trobar transcrit d'altres maneres. Aquest nom també el duen musulmans no arabòfons que l'han adaptat a les característiques fòniques i gràfiques de la seva llengua.
La forma femenina d'aquest nom és Aziza.
Vegeu també Abd-al-Aziz.